# Ilbesheim (Donnersbergkreis)
Ilbesheim település Németországban, Rajna-vidék-Pfalz tartományban. Lakosainak száma 607 fő (2023. december 31.).

## Népesség
A település népességének változása:
| Lakosok száma | 476  | 617  | 604  | 619  | 609  | 607  |
|               | 1975 | 2017 | 2019 | 2021 | 2022 | 2023 |